# كوينتانايلا ديل أجوا ي توردويليس
بلدية كوينتانايلا ديل أجوا ي توردويليس (بالإسبانية: Quintanilla del Agua y Tordueles)‏, هي إحدى بلديات مقاطعة برغش, التي تقع في منطقة قشتالة وليون, والتي تقع في شمال غرب إسبانيا.
يبلغ عدد سكانها 574 نسمة وفقاً لإحصائية سنة (2002).